# Крохан (Оффали)
Крохан (англ. Croghan; ирл. Cruachán) — деревня в Ирландии, находится в графстве Оффали (провинция Ленстер).